# Obywatelstwo Unii Europejskiej
Obywatelstwo Unii Europejskiej – więź prawna łącząca osobę fizyczną z Unią Europejską oraz dająca tej osobie określone prawa i nakładająca na nią określone obowiązki. Obywatelstwo jest zapisane w artykule 9 Traktatu o Unii Europejskiej, zgodnie z którym obywatelem Unii jest każda osoba mająca obywatelstwo Państwa Członkowskiego. Obywatelstwo ma charakter dodatkowy w stosunku do obywatelstwa krajowego i nie zastępuje go.
Zakres kompetencji Unii jest mniejszy od kompetencji państw członkowskich, przez co możliwość nadawania przez nią praw jest ograniczona. Jednak zakres praw obywatelskich UE jest wbrew temu większy od praw w państwach członkowskich. Obejmuje on także prawa dotyczące życia międzypaństwowego w obrębie Unii. Mimo iż w artykule 20 Traktatu o funkcjonowaniu Unii Europejskiej jest mowa o tym, że obywatele podlegają obowiązkom przewidzianym w traktatach, prawo unijne składa się wyłącznie z praw i nie nakłada żadnych obowiązków. Żadnych powinności nie określiło także orzecznictwo Trybunału Sprawiedliwości Unii Europejskiej. 
Idea obywatelstwa europejskiego pojawiła się po raz pierwszy w 1947 roku, ale wprowadzona w życie została dopiero traktatem z Maastricht. Obecny stan prawny obowiązuje od wejścia w życie traktatu lizbońskiego, tj. 1 grudnia 2009 roku, wraz z którym Karta Praw Podstawowych UE nabrała mocy wiążącej.

## Cechy obywatelstwa UE
Obywatelstwo ma charakter:
- personalny – łączy ono Unię i każdą osobę fizyczną, która posiada obywatelstwo państwa członkowskiego. W związku z tym z natury swej nie przysługuje osobom prawnym, mimo iż część praw mają one takie same. Artykuł 20 TFUE definiuje wprawdzie jako obywatela każdą osobę mającą przynależność państwa członkowskiego, jednakże osoby prawne nie korzystają z pełni praw, m.in. z możliwości brania udziału w wyborach do Parlamentu Europejskiego;
- wzajemny – odnosi się to do obustronności relacji jako stosunku prawnego. Obywatele mają określone prawa, z których mogą korzystać i określone obowiązki na nich nałożone, z których muszą się wywiązywać. Unia zaś musi zapewnić respektowanie i możliwość wykonywania tych praw, a także egzekwować obowiązki;
- dodatkowy – nie zastępuje ono obywatelstwa krajowego, a jedynie stanowi uzupełnienie, rozszerzając je o dalsze elementy. Obywatelstwo krajowe nie jest także w żaden sposób zmieniane i ma charakter nadrzędny w stosunku do unijnego;
- zależny – jest zależne od obywatelstwa krajowego. Unijne obywatelstwo posiada się, nabywa i traci wraz z obywatelstwem kraju członkowskiego. Nie można tego zrobić niezależnie. W związku z różnymi regulacjami prawnymi w poszczególnych krajach członkowskich odnośnie do obywatelstwa krajowego, nie istnieje jednolity ogólnounijny sposób nabywania bądź zbywania obywatelstwa unijnego;
- pozorny – ponieważ uzależnienie obywatelstwa unijnego od krajowego jest całkowite, ma ono charakter więzi pozornej[6]. Nie jest ważne jakie są kryteria posiadania obywatelstwa krajowego, lecz liczy się tylko fakt ich spełnienia, który jest wystarczający do otrzymania obywatelstwa unijnego.

## Prawa związane z obywatelstwem UE

### Swoboda przepływu osób
Jednym z najważniejszych praw jest swoboda przepływu osób. Jest ona zagwarantowana przez art. 21, ust. 1 TFUE, który mówi, że każdy obywatel Unii ma prawo do swobodnego przemieszczania się i przebywania na terytorium Państw Członkowskich, z zastrzeżeniem ograniczeń i warunków ustanowionych w Traktacie i w środkach przyjętych w celu ich wykonywania. Według orzecznictwa Europejskiego Trybunału Sprawiedliwości prawo to jest bezpośrednio skuteczne. Może być ono przyznane także obywatelom państw trzecich legalnie przebywającym na terytorium Państwa Członkowskiego. Poza przemieszczaniem się i zamieszkiwaniem, także stałym, obywatele Unii mają również swobodę poszukiwania zatrudnienia, wykonywania pracy, korzystania z prawa przedsiębiorczości oraz świadczenia usług we wszystkich państwach członkowskich. Korzystają także z prawa do podejmowania nauki w dowolnym państwie członkowskim.

### Prawo wyborcze w wyborach lokalnych
Prawem obywateli UE jest możliwość brania udziału w wyborach lokalnych w państwach zamieszkania, których nie są obywatelami. Dotyczy to zarówno czynnego, jak i biernego prawa wyborczego, jednak odnosi się tylko do wyborów lokalnych stopnia podstawowego. Nie dotyczy wyborów lokalnych wyższych stopni, ani innych form demokracji lokalnej, jak referendum lokalne. Państwa członkowskie mogą jednak to prawo do nich rozszerzyć. Obywatele UE zamieszkali na terenie Unii za granicą kraju swego obywatelstwa sami decydują czy chcą skorzystać z możliwości głosowania poza krajem ojczystym, dlatego by wziąć udział, muszą złożyć wniosek. W krajach, gdzie głosowanie nie jest obowiązkowe, wpisanie na listę uprawnionych do głosowania może następować z urzędu. Obywatele UE mający miejsce zamieszkania w innym kraju UE niż obywatelstwo, mogą głosować zarówno w wyborach lokalnych w swoim ojczystym kraju, jak i w tym, w których aktualnie mieszkają. Prawo głosowania za granicą może być ograniczone w dwóch przypadkach. Po pierwsze, gdy w danym państwie liczba obywateli Unii uprawnionych do głosowania, zamieszkałych w tym państwie, ale niebędących jego obywatelami, przekracza 20% ogólnej liczby obywateli Unii w wieku uprawniającym do głosowania, państwo to może ograniczyć czynne prawo wyborcze do takich osób przebywających na jego terytorium przez dany okres nie dłuższy niż długość jednej kadencji władz lokalnych, a bierne do takich osób przebywających na jego terytorium przez dany okres nie dłuższy niż długość dwóch kadencji władz lokalnych. Po drugie, bierne prawo wyborcze może zostać ograniczone, w zależności od potrzeb, jeżeli jest to uzasadnione szczególnym charakterem kierowniczych stanowisk w administracji lokalnej z uwagi na branie udziału w sprawowaniu władzy urzędowej oraz gwarantowanie interesu publicznego. 

### Prawo wyborcze w wyborach do Parlamentu Europejskiego

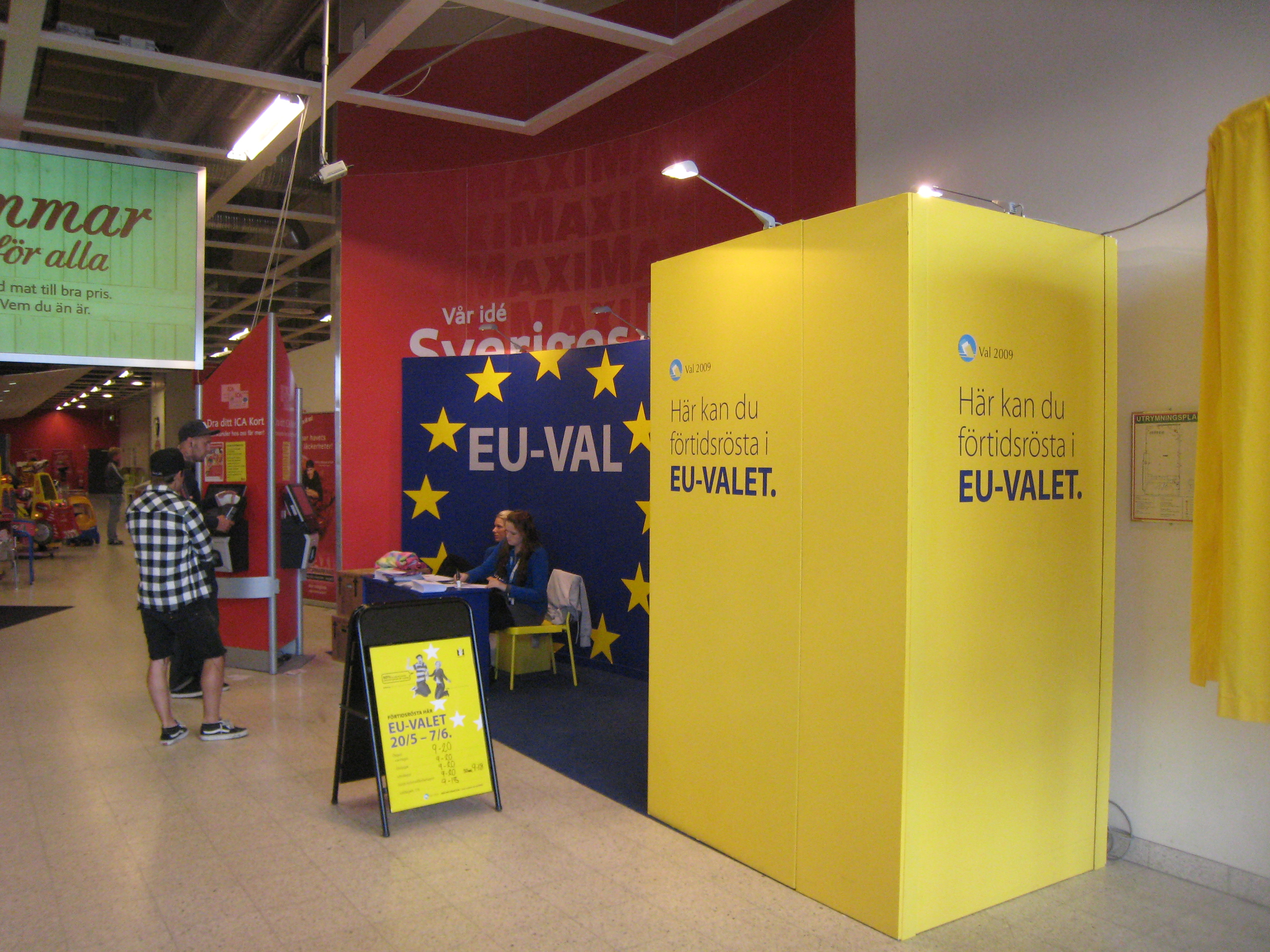
Stanowisko do przedterminowego głosowania w eurowyborach w Szwecji w 2009 roku

Ważnym prawem, będącym realizacją idei demokracji przedstawicielskiej w UE jest możliwość brania udziału w wyborach do Parlamentu Europejskiego. Każdy obywatel UE ma czynne i bierne prawo wyborcze w wyborach do PE, niezależnie czy przebywa na terytorium własnego kraju czy innego państwa członkowskiego UE. Osoby zamieszkujące poza krajem swego obywatelstwa, mogą wybrać w którym państwie wezmą udział w wyborach, ale mogą głosować w jednych wyborach tylko raz i w jednych wyborach kandydować tylko w jednym państwie. Ograniczenia prawa głosowania poza krajem obywatelstwa może nastąpić w wypadku, gdy prawodawstwo danego kraju przewiduje, że osoby niebędące jego obywatelami prawo głosu uzyskują po określonym czasie przebywania na jego terytorium. Dopuszcza się również ograniczenie w przypadku, gdy w danym państwie liczba obywateli Unii uprawnionych do głosowania, zamieszkałych w tym państwie, ale niebędących jego obywatelami, przekracza 20% ogólnej liczby obywateli Unii w tym państwie w wieku uprawniającym do głosowania. Wówczas takie państwo może ograniczyć czynne prawo wyborcze do takich osób przebywających na jego terytorium przez m.in. 5 lat, a bierne do takich osób przebywających na jego terytorium przez m.in. 10 lat.

### Obywatelska inicjatywa ustawodawcza
Innym prawem obywateli UE jest możliwość pośredniej inicjatywy ustawodawczej. Na mocy artykułu 11 TUE obywatele Unii w liczbie nie mniejszej niż milion, mający obywatelstwo znacznej liczby Państw Członkowskich, mogą podjąć inicjatywę zwrócenia się do Komisji Europejskiej o przedłożenie, w ramach jej uprawnień, odpowiedniego wniosku w sprawach, w odniesieniu do których zdaniem obywateli, stosowanie Traktatów wymaga aktu prawnego Unii. Prawo to zostało doprecyzowane przez Rozporządzenie Parlamentu Europejskiego i Rady z dnia 16 lutego 2011 r. w sprawie inicjatywy obywatelskiej, 
Organizatorami akcji petycyjnej muszą być mieszkańcy co najmniej siedmiu krajów Unii. Potrzeba zebrać minimum milion podpisów z minimum siedmiu krajów Unii Europejskiej. Minimalna liczba podpisów jaką należy zebrać w poszczególnych krajach również jest określona, i zależy od liczby posłów do Parlamentu Europejskiego wybieranych w danym państwie członkowskim, pomnożonej przez 750. Minimalny wiek uprawniony do wzięcia udziału w inicjatywie został określony na taki sam, jak wiek wymagany uprawniający do głosowania w danym państwie członkowskim, w związku z czym może się on różnić w poszczególnych państwach.

### Zwracanie się z petycją do Parlamentu Europejskiego
Obywatele UE mają również prawo zwracania się do Parlamentu Europejskiego z petycją w dotyczących ich sprawach objętych zakresem kompetencji Unii. Prawo to rozciąga się także na wszystkie osoby fizyczne i prawne mające miejsce zamieszkania lub statutową siedzibę na terenie UE. Petycja może być kierowana indywidualnie lub grupowo i może być napisana w dowolnym języku urzędowym Unii.

### Zwracanie się ze skargą do Europejskiego Rzecznika Praw Obywatelskich
Te same podmioty, co w przypadku prawa do petycji, mają również prawo zwracania się do Europejskiego Rzecznika Praw Obywatelskich ze skargami w sprawach, które dotyczą tych osób, dotyczącymi niewłaściwego administrowania w działaniach instytucji, organów lub jednostek organizacyjnych, z wyłączeniem Trybunału Sprawiedliwości i Sądu wykonujących swoje funkcje sądowe. Można tego dokonać w dowolnym z języków Unii i otrzymuje się odpowiedź w tym samym języku.

### Opieka dyplomatyczna i konsularna

paszport unijny

Obywatelom UE przysługuje również prawo do opieki dyplomatycznej i konsularnej ze strony innych państw członkowskich. W przypadku, gdy obywatel UE znajduje się na terytorium państwa trzeciego, w którym jego państwo nie posiada placówki dyplomatycznej, może skorzystać z opieki dyplomatycznej dowolnego innego państwa UE, które ją w tym kraju posiada na takich samych warunkach, jak obywatele tego państwa. Prawo to nie obejmuje nieposiadających obywatelstwa UE rodzin obywateli UE. Z ochrony można skorzystać w przypadku zgonu, poważnego wypadku i ciężkiej choroby, aresztowania lub zatrzymania i aktów przemocy; pomocy udziela się także w repatriacji do kraju pozbawionych środków obywateli Unii. Placówki dyplomatyczne mogą, w ramach swoich uprawnień, przyjść z pomocą także w innych okolicznościach. W przypadku udzielenia pomocy, obywatel Unii może otrzymać wsparcie finansowe tylko wtedy gdy zgodzi się na to Ministerstwo Spraw Zagranicznych jego państwa lub najbliższa jego misja dyplomatyczna. Musi się także zobowiązać do zwrotu udzielonej jej pożyczki lub pomocy finansowej i wydatków poniesionych na jego rzecz łącznie z ewentualnymi opłatami konsularnymi.

### Dostęp do dokumentów
Realizując zasadę przejrzystości Unia zapewnia swoim obywatelom również prawo dostępu do swoich dokumentów. Kwestię tę reguluje artykuł 15 TFUE, w którym jest mowa, że każdy obywatel Unii i każda osoba fizyczna lub prawna mająca miejsce zamieszkania lub siedzibę statutową w Państwie Członkowskim ma prawo dostępu do dokumentów instytucji, organów i jednostek organizacyjnych Unii, niezależnie od ich formy […]. Dostęp ten nie jest jednak całkowity. Nie są udostępniane dokumenty dotyczące państw członkowskich i petycji dotyczących osób fizycznych i prawnych bez ich zgody. Odmowa następuje zawsze także w przypadku, gdy ujawnienie naruszyłoby ochronę interesu publicznego w kwestiach bezpieczeństwa publicznego, obrony i wojskowości, stosunków międzynarodowych, finansów, polityki monetarnej czy ekonomicznej Unii lub państwa członkowskiego bądź prywatność osoby fizycznej, zwłaszcza w kwestii danych osobowych. W przypadku, gdy ujawnienie naruszyłoby ochronę postępowania sądowego lub porady prawnej, celu kontroli, śledztwa czy audytu bądź interesów handlowych osoby fizycznej lub prawnej, w tym własności intelektualnej, także następuje odmowa, ale dopuszcza się wyjątek w przypadkach, gdy za ujawnieniem przemawia interes publiczny. Z wyjątkiem powodów dotyczących prywatności oraz interesów handlowych oraz w wypadku dokumentów wrażliwych, odmowa z powyższych powodów może następować tylko przez 30 lat.